# Simon von Utrecht

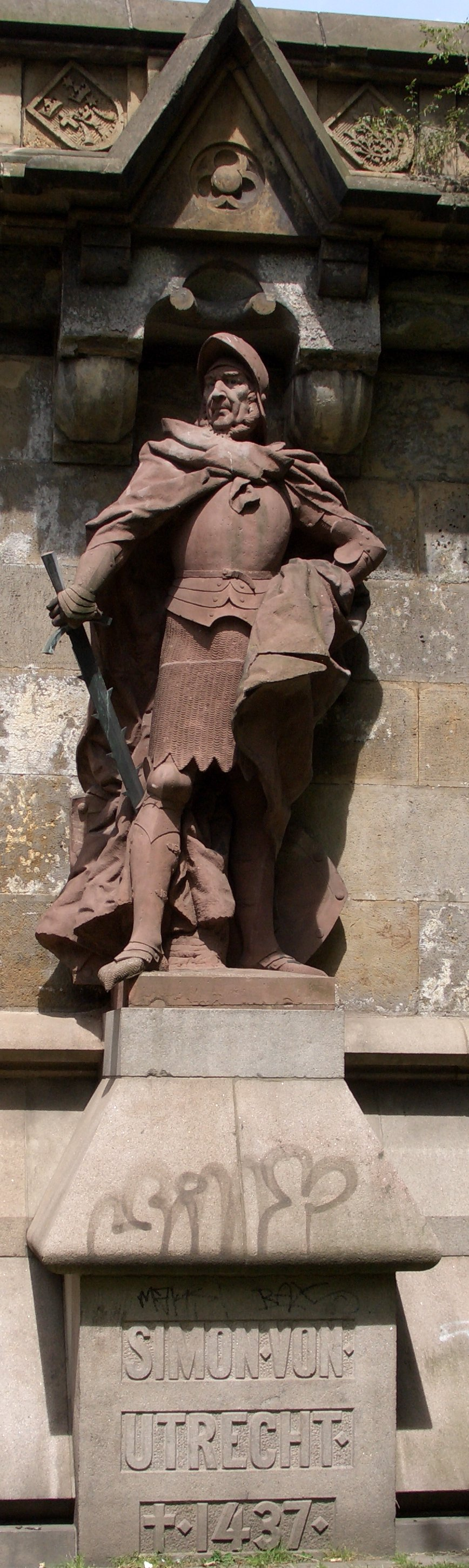
Denkmal mit Statue von Simon von Utrecht an einem Sockel der 1897 eingeweihten Kersten-Miles-Brücke in Hamburg-Neustadt.

Simon von Utrecht, auch Simon van Utrecht, (* um 1370 in Haarlem (Niederlande); † 14. Oktober 1437) war ein Hamburger Schiffshauptmann. Vielfach wird er als oberster Bezwinger der Vitalienbrüder angesehen, was aber nicht den Tatsachen entspricht. Die Schiffsverbände gegen jene Piraten sind von anderen geführt worden.

## Biografie
Simon (von Utrecht) stammt vermutlich aus Utrecht in den Niederlanden und war bereits vor 1400 in Hamburg eingewandert, 1400 erhielt er das Bürgerrecht. Am 22. April 1401 nahm er als Kommandant eines hamburgischen Friedeschiffs an dem letzten Kampf gegen Klaus Störtebeker bei Helgoland teil.
1425 wurde Simon von Utrecht in den Rat der Stadt Hamburg gewählt. 1428 nahm er am Seezug der Hanse gegen die dänischen Inseln und Flensburg teil. Von  1432 bis 1433 befehligte er die Hamburger Flotte gegen Piraten in der Nordsee. Er schlug die Strandfriesen zur See, zwischen der Weser und Ems, und danach auch auf dem Festland. Er zerstörte ihr Hauptquartier, die Sibetsburg, und nahm nach weiteren Siegen bei Norden und Lütetsburg die Hauptstadt Emden ein.
Für seine Verdienste wurde er 1433 zum bislang einzigen Hamburger Ehrenbürgermeister ernannt. Es ist überliefert, dass Simon von Utrecht in seinen späteren Jahren am Rödingsmarkt wohnte.
Er  wurde in der ehemaligen Hamburger St.-Nikolai-Kirche bestattet. 1566 wollte die St.-Nicolai-Kirchenbehörde sein Grab verkaufen, da es keine gesicherten Nachkommen von Utrechts gab. Das Grab wurde an Hinrich Rheder verkauft. Dieser Handel wurde aber vom Hamburger Senat wieder aufgehoben, da man sich noch an die Dienste Utrechts erinnerte. Fast 100 Jahre später wurde 1661 das Grab dann an Jürgen Kellinghusen, den damaligen Jurat der Kirche, für 150 Mark unter der Bedingung verkauft, dass er von dem Kauf zurücktreten müsse, sobald jemand Einspruch erheben sollte.

## Rezeption – Verarbeitung in Musik und Medien
Die Person „Simon von Utrecht“ wurde von dem DDR-Schriftsteller Kurt Barthel in der 1959 veröffentlichten Ballade Klaus Störtebeker als ein Gegenspieler der Hauptfigur namentlich aufgegriffen und von 1959 bis 1961 als Uraufführungen sowie 1980 bis 1981 als Neuaufführungen in Ralswiek  auf Rügen  jeweils unter der Regie von Hanns Anselm Perten gezeigt. Bei den im Rahmen der 18. Arbeiterfestspiele der DDR 1980 – 1981 in der Ralswieker Bühnenfassung gezeigten Neuaufführungen der Dramatischen Ballade „Klaus Störtebeker“ als ein Vorläufer der heutigen Störtebeker-Festspiele verkörperte der Schauspieler Armin Roder die Figur des Simon von Utrecht als ein Gegenspieler des von Manfred Gorr dargestellten Rebellen Klaus Störtebeker.

## Ehrungen

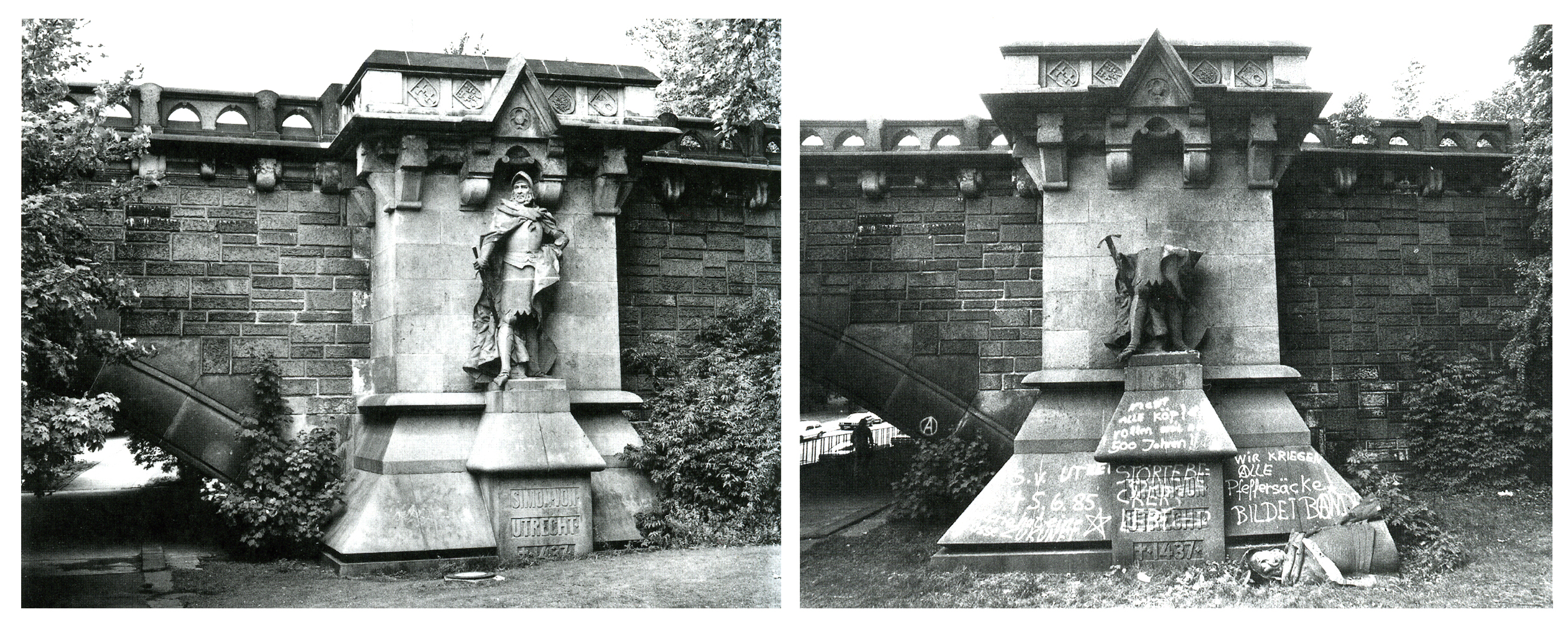
Das Denkmal an der Kersten-Miles-Brücke, „enthauptet“ am 5. Juni 1985

- An der 1897 eingeweihten Kersten-Miles-Brücke in Hamburg-Neustadt wurde an einem Brückensockel ein Standbild Simon von Utrechts aufgestellt als eine von vier Statuen von früheren Hamburger Persönlichkeiten ⊙. Dieses Denkmal wurde 1985 durch Vandalismus beschädigt, indem die obere Hälfte der Statue abgeschlagen wurde.[4]
- Eine Straße in Hamburg-St. Pauli wurde nach ihm benannt sowie
- 1936 in Cuxhaven zwischen Lehfeldstraße und Vor dem Flecken
- und im Rostocker Hafen mit der Schreibweise van Utrecht.